# László Fábián (canoista)
László Fábián (Budapest, 10 luglio 1936 – Budapest, 10 agosto 2018) è stato un canoista ungherese.

## Biografia
Ha sposato la canoista ungherese Katalin Sági-Rozsnyói.

## Palmarès

### Olimpiadi
- 1 medaglia:
  - 1 oro (Melbourne 1956 nel K2 10000 metri)

### Mondiali
- 5 medaglie:
  - 4 ori (Praga 1958 nel K2 10000 metri; Jajce 1963 nel K2 10000 metri; Jajce 1963 nel K4 10000 metri; Berlino Est 1966 nel K2 10000 metri)
  - 1 argento (Berlino Est 1966 nel K4 10000 metri)